# ラザヴィー・ホラーサーン州

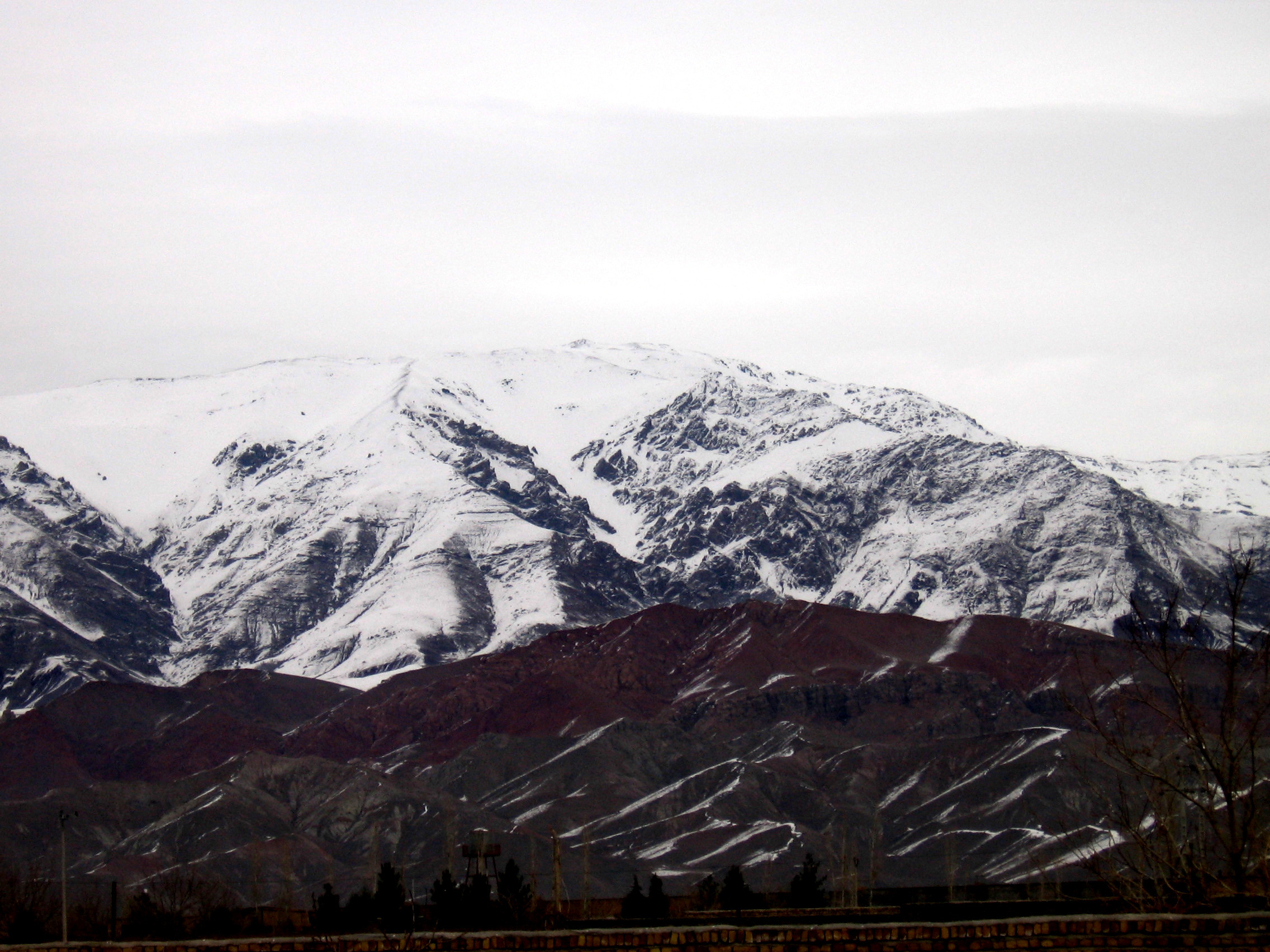
州内の:en:Mount Binalud。

ラザヴィー・ホラーサーン州（ラザヴィー・ホラーサーンしゅう、ペルシア語: استان خراسان رضوی, ラテン文字転写: Ostān-e Khorāsān-e Rażavī）は、イラン・イスラム共和国の州（オスターン）のひとつ。同国の北東部に位置し、州都はマシュハドである。旧ホラーサーン州分割を含む2004年の第一級地方行政区画の変更に伴って成立した（#歴史）。州の名称は、イランで人気のある8, 9世紀の宗教指導者、エマーム・レザーに由来する（#名称）。
ラザヴィー・ホラーサーン州は、管下にマシュハドのほか、グーチャーン、ダルギャズ、チェナーラーン、サラフス、ファリーマーン、トルバテ・ジャーム、ターイバード、フェルドウス、ガーイェン、ハーフ、ラシュトハール、カーシュマル、バルダスキャン、ネイシャーブール、サブゼヴァール、ゴナーバード、キャラート、ハリーラーバードの諸郡を擁する。

## 名称
「ラザヴィー・ホラーサーン州」を、イランの公用語であるペルシア語による正式名称 Ostān-e Khorāsān-e Rażavī に基づいてカタカナにすると「オスターネ・ホラーサーネ・ラザヴィー」になり、この州を「ホラーサーネ・ラザヴィー州」「ホラーサーン・ラザヴィー州」と呼ぶ場合もある。なお「ラザヴィー」とはアラビア語で「リダーの」という意味であり、州都マシュハドに聖廟のあるシーア派8代イマーム・アリー・アッ＝リダー（エマーム・レザー）に因んだ名である。

## 歴史
ホラーサーンは長い歴史を通じ、幾多の王朝が支配し、あるいは興り亡びた土地であり、アラブ、テュルク、モンゴル、トゥルクマーン、アフガーンなどさまざまな人々が到来し、歴史に変化を与えてきた。
イラン古代の地理学者はイラン（「イーラーン・シャフル」：イラン世界）を8地域に区分したが、そのうち最大で最も繁栄していた地域がホラーサーンである。
アルサケス朝は長いあいだホラーサーンのメルヴ近郊を基盤とした。
サーサーン朝期には国土はホラーサーンを含めて4つの地域に分割され、スパーフベド（将軍）と呼ばれる役職の人物がそれぞれの地域を治めた。619年に西突厥の統葉護可汗がサーサーン朝のDatoyan王子の守るトゥースに攻め込んだ第二次ペルソ・テュルク戦争の戦場となった。西突厥の帰路を襲ったバグラトゥニー朝Persian Armeniaの王子Smbat IV Bagratuniによってサーサーン朝が勝利したが、ビザンチン・サーサーン戦争 (602年 - 628年)中のサーサーン朝の背後を突いて東ローマ帝国を支援する役目は果たした。
ホラーサーンはイスラーム征服後、ニーシャープール、メルヴ、ヘラート、バルフの各都市を中心とする四地域に分割される。651年、アラブ・イスラーム勢力がホラーサーンに侵入し、以後820年までアッバース朝の支配下にあり、896年イラン系ターヒル朝、900年サーマーン朝が続いた。
ガズナ朝のスルターン・マフムードが994年、ホラーサーンを征服、さらに1037年にはセルジューク朝の初代スルタン・トゥグリル・ベグがニーシャーブールを征服している。
その後、ホラーサーンをめぐってセルジューク朝とガズナ朝の対立が続き、最終的にはガズナ朝がスルターン・サンジャルを破った。しかし1157年にはホラズム・シャー朝の支配下に入り、モンゴル帝国の侵入を受けイルハン朝の領域となった。
14世紀に入るとサブゼヴァールでサルバダール運動（英語: Sarbedaran movement）が始まり独立の旗が掲げられた。1368年、ティームールがホラーサーンを手に入れ、ヘラートをその首都とした。
1507年、ホラーサーンはウズベク族に征服された。1747年のアフシャール朝のナーディル・シャー没後はアフガーンの勢力圏となっている。
ガージャール朝の時代にはイギリスがイギリス東インド会社の保護のためにアフガーンを支援し、ヘラートはイランから分割された。ナーセロッディーン・シャーはヘラート奪還を目指したが果たせなかった。最終的に1857年のパリ条約によってイランはヘラートを含む今日のアフガニスタン領域への領有権主張を取り下げることになる。こうしてホラーサーンは人口稠密な東部地域がイギリス保護下に入り、残余の西部地域がイラン領として残ったのである。
ホラーサーン州はイラン最大の州であったが、2004年9月29日に北ホラーサーン、南ホラーサーン、ラザヴィー・ホラーサーンの三州に分割された（2004年5月18日国会通過、同29日護憲評議会通過）。

## 今日のラザヴィー・ホラーサーン州
ホラーサーン地域にはペルシア、ホラーサーニー・テュルク、トゥルクマーン、クルド、アラブなどのエスニック・グループが住む。また近年はアフガン難民が流入し、かなり大きなコミュニティを作っている。

### 観光地

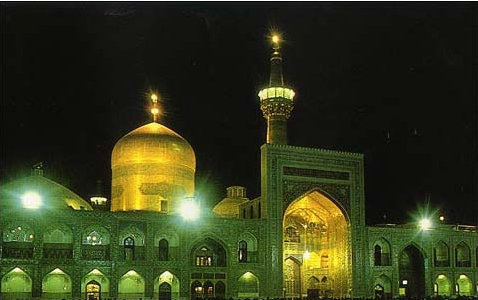
州都マシュハドのモスク。

州内には泉、小さな湖、洞窟、自然公園、自然保護区、散策地など多くの自然を活用した観光地がある。
これに加えて、ホラーサーンは数多くの宗教建築、巡礼地が散在しており、イマーム・レザー廟やゴハルシャード・モスクなどが代表的で、ほかにも多くの墓廟、イマーム・ザーデがある。
イラン文化遺産協会にはホラーサーン3州全体で1179ヵ所が登録されている。ラザヴィー・ホラーサーン州の主な名所は以下の通り。
- トゥース（ペルシア詩の巨人フェルドウスィーが葬られている地）
- ネイシャーブール（アッタール、ウマル・ハイヤーム、キャマーロッモルクらが葬られた地）
- ゴハルシャード・モスク
- イマーム・レザー廟
- ハーネ・ホルシード
- シャーンディズ
- トルガーベ
- ナーディル・シャー墓
- アハーンガーン塔
- ハールーニーイェ・ドーム（著名なスーフィーのイマーム・モハンマド・ガザーリーが葬られている）
- トゥース城址
- バザーンガーン湖
- クーフ・サンギー
- アフラーマード
- ゴレスターン・ダム
- ジャガールグ
- ゾシュク
- ノゴンダール
- キャルデ・ダム
- 諸自然保護区、国立公園
- ザリー、ヘンデラーバード、モズドゥーラーン、モガーン、キャルデの諸渓谷
- ロバト・シャラフ城砦
- ハージェ・アーバーサルト廟、ハージェ・モラード廟、ラーヴィー（著名なイラン人神秘主義者）廟、スルターン・マフムード・ガズナヴィー廟
- ヤフヤーおよびハージェ・ラービー廟
- サブズ・ドーム
- ズィーバッド山
- ゴナーバード・カナート

### 高等教育機関
- ゴナーバード医科大学
- イスラーム自由大学 - 本部はテヘラン
  - イスラーム自由大学ゴナーバード
  - イスラーム自由大学マシュハド
  - イスラーム自由大学トルバテ・ジャーム
  - イスラーム自由大学ネイシャーブール
  - イスラーム自由大学グーチャーン
  - イスラーム自由大学トルバテ・ヘイダリーイェ
  - イスラーム自由大学サブゼヴァール
- マシュハド・フェルドウスィー大学 (公式サイト)
- マシュハド医科大学
- サブゼヴァール医科大学
- サブゼヴァール教育（タルビヤート・モアッレム）大学
- ホラーサーン応用科学大学[リンク切れ]
- イマーム・レザー大学
- サドジャード大学

## 出身者
- ハッサン・タフティアン - 陸上競技選手
- アリレザ・ファガニー - FIFA選出